# AOS Arkitekter

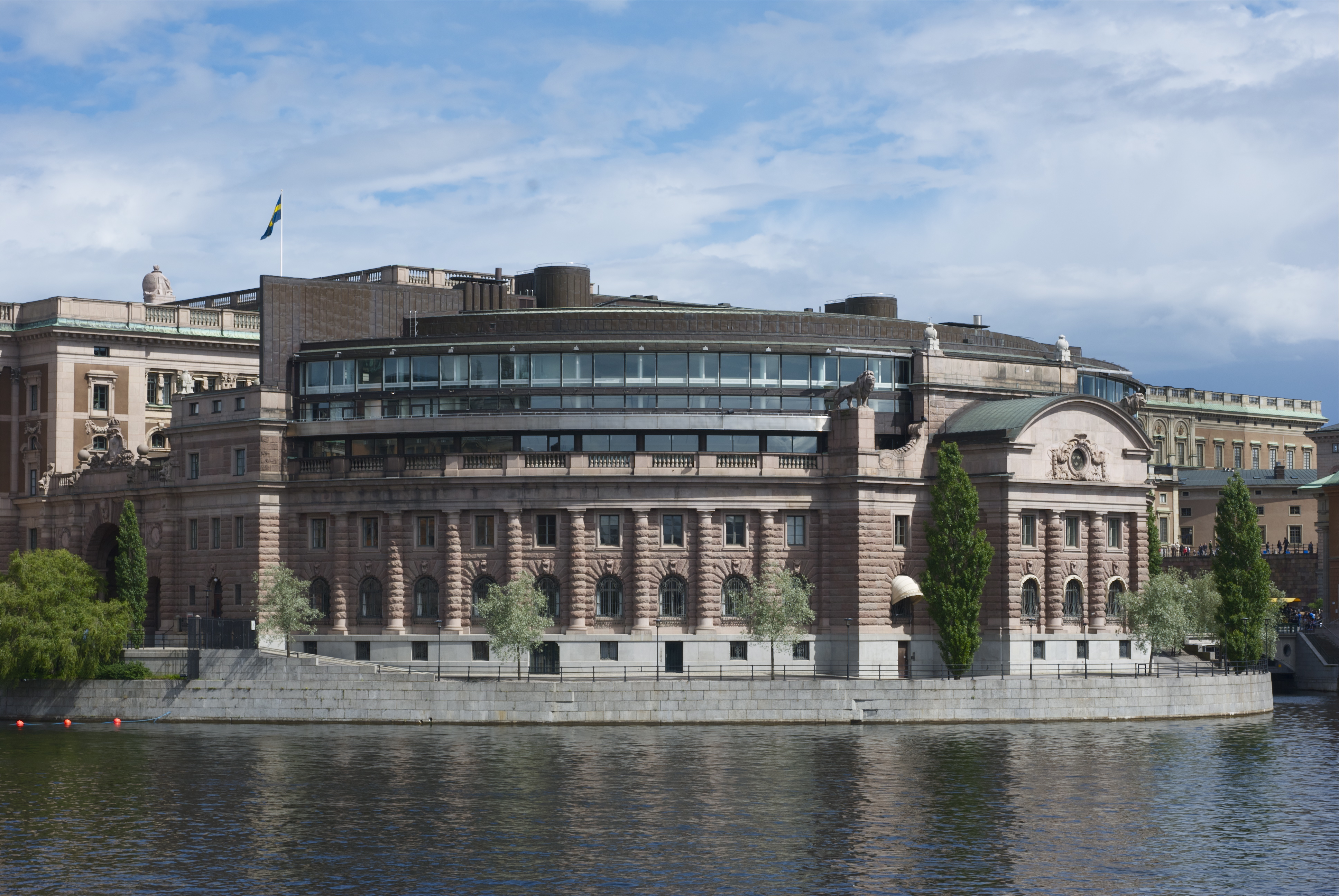
Riksdagshuset i Stockholm från Rosenbad

AOS Arkitekter AB var ett arkitektkontor i Stockholm, grundat 1950 av arkitekterna Magnus Ahlgren, Torbjörn Olsson och Sven Silow.

## Historik

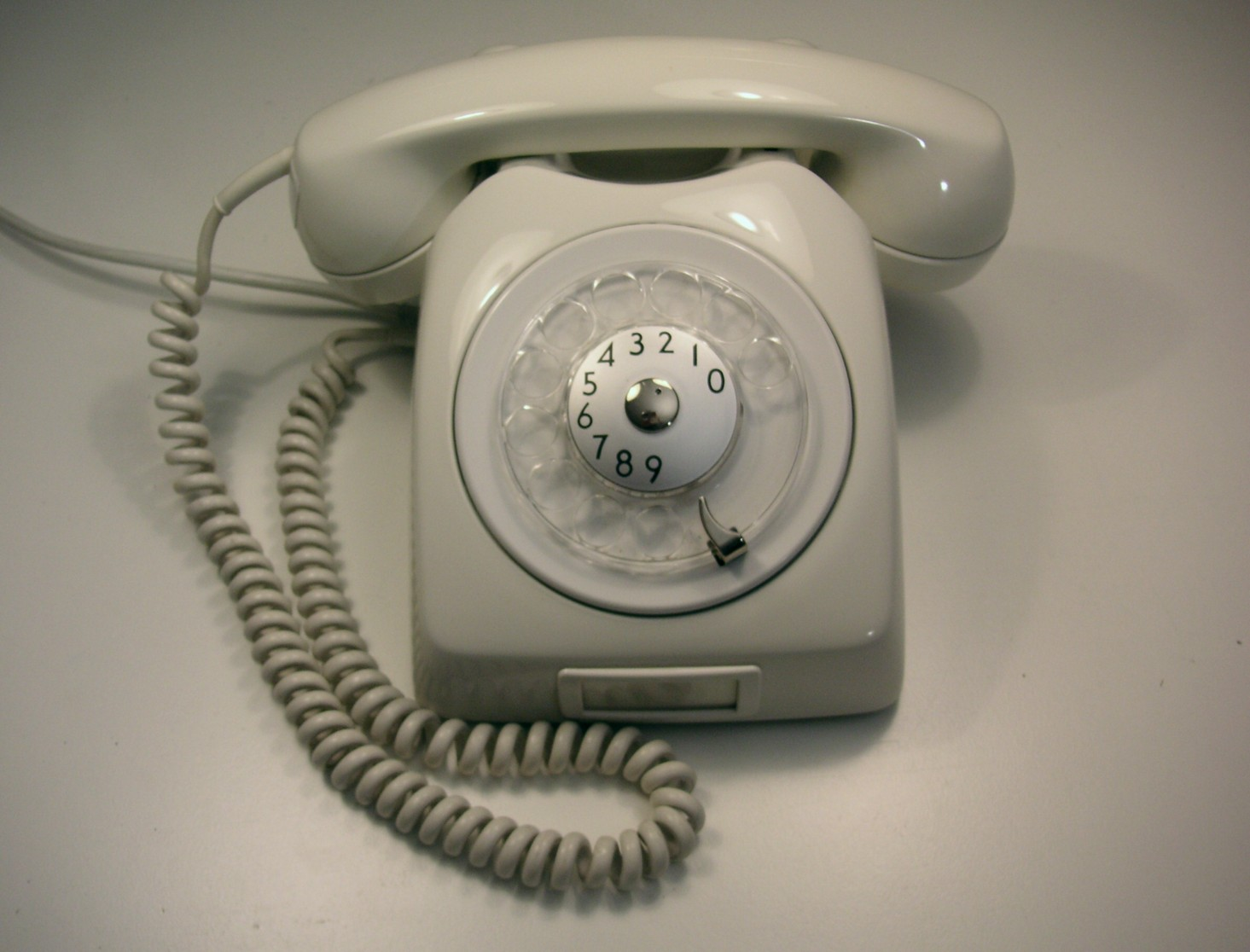
Telefonen "Dialog", 1966.

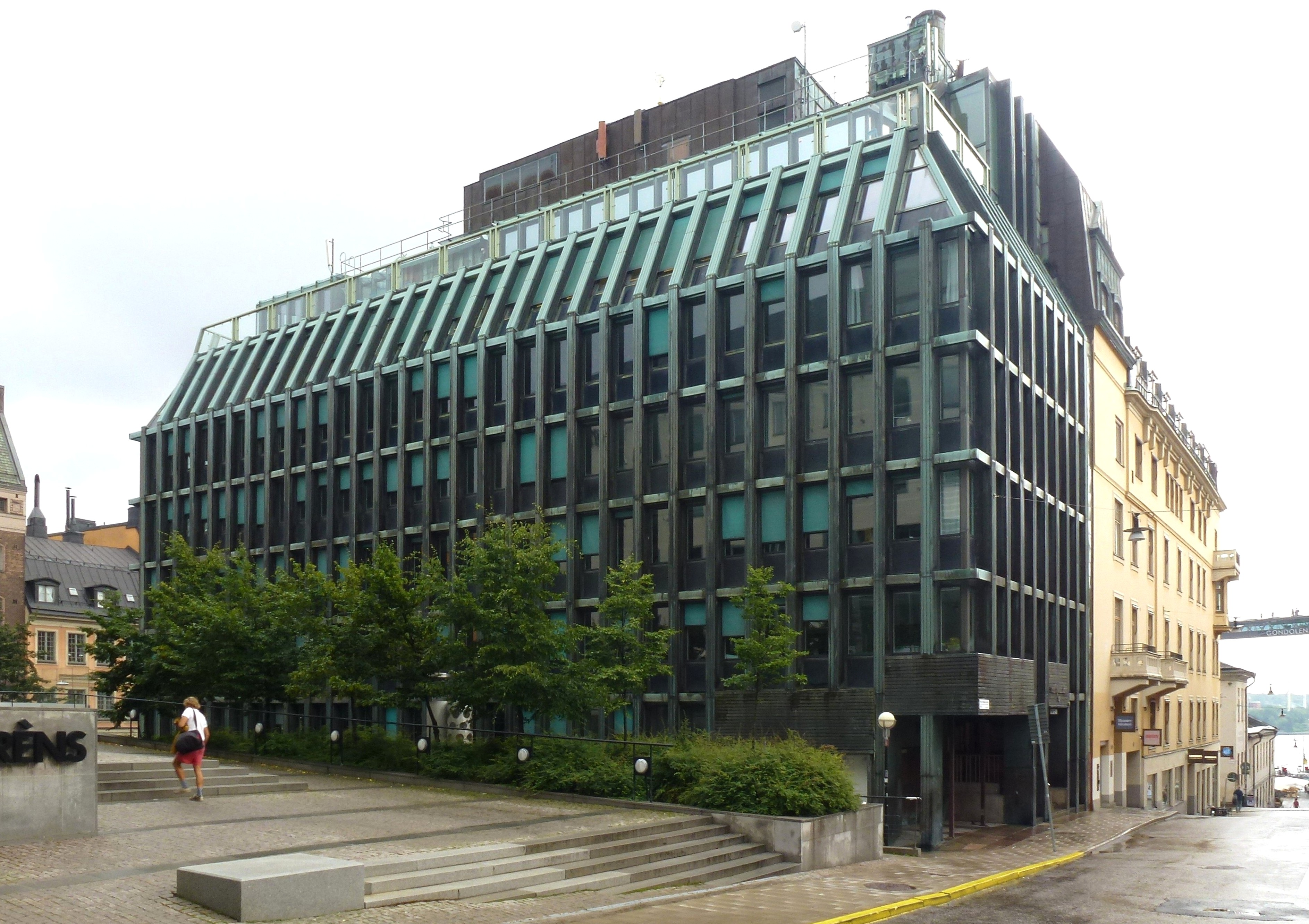
Sparbankernas bank, Hornsgatan, Stockholm.

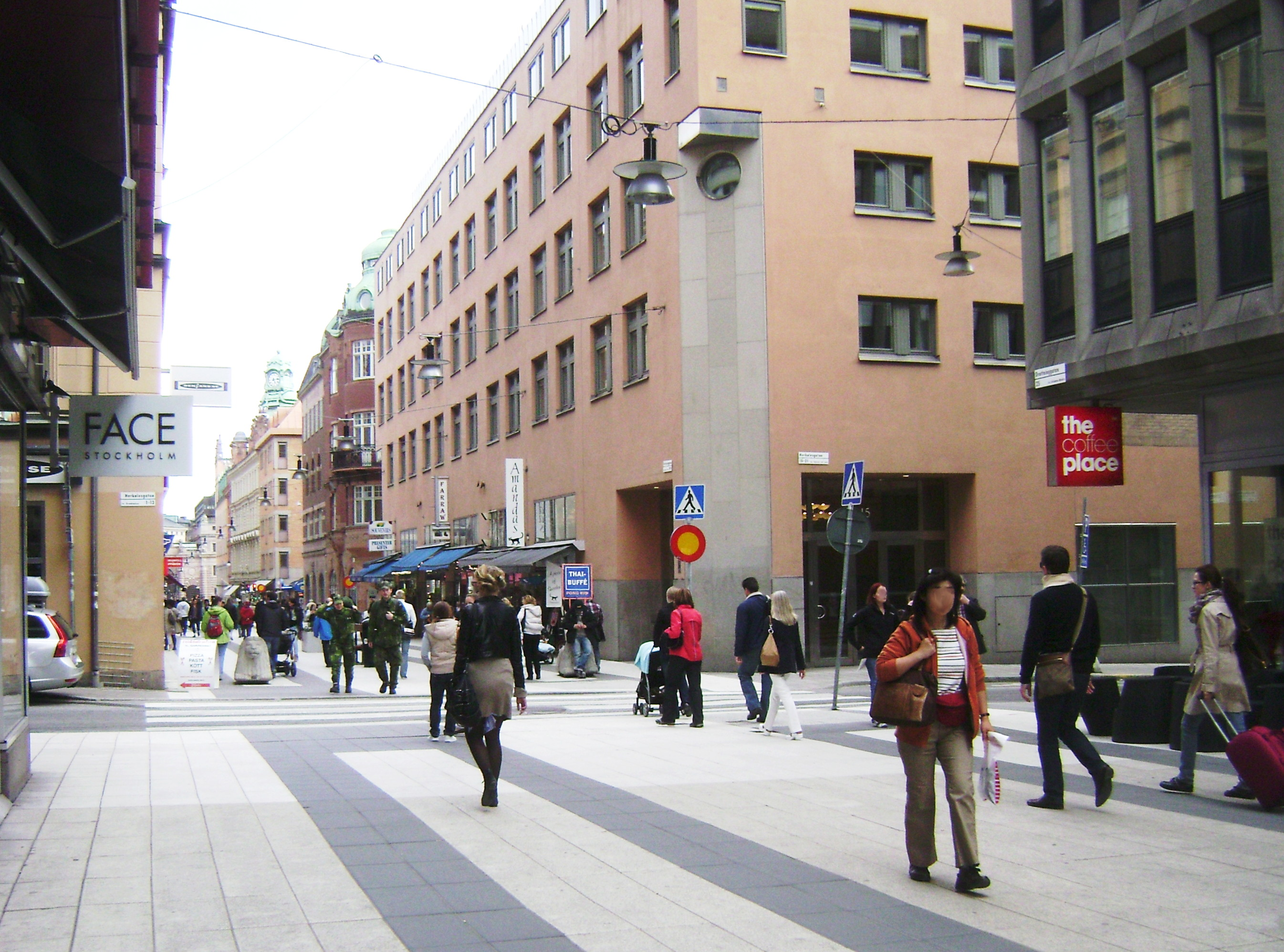
Kvarteret Björnen, Drottninggatan 19–21.

Ahlgren Olsson Silow Arkitektkontor AB var verksamt på 1950- till 1980-talen. AOS ritade, i samarbete med AB Bostadsforskning för utställningen H55 i Helsingborg 1955 ett hus namnet "Bo med bil", vilket skulle demonstrera den ökande efterfrågan på bilar. I detta hus var bilen det centrala och det talades om hur viktigt det var att bilen mådde bra och förvarades kallt under tak.
På 1960-talet ritade kontoret flera stationsbyggnader för Stockholms tunnelbana, exempelvis i Bredäng, Skärholmens centrum och Vällingby centrum. På 1960-talet arbetade kontoret även med industridesign, när de blev anlitade av Televerket att formge efterföljaren till gamla bakelittelefonen, som inte hade ändrats nämnvärt sedan tillkomsten 1931. Resultatet blev Televerkets standardtelefon "Dialog", som var i bruk till 1978. 
Kontorets största och ett av de sista uppdragen var om- och tillbyggnaden av Riksdagshuset i Stockholm och Medeltidsmuseet som genomfördes 1977-1983.

## Andra byggnader i urval
- Sparbankernas bank, Hornsgatan 5, Stockholm (1962-1963)
- Tjänstemannavillorna på Stenviksvägen, Oxelösund, 1962
- Broar i Stockholm (1963-1966): 
  - Gröndalsbron
  - Essingebron
  - Fredhällsbron
- Landsstatshuset, Örebro (1967)
- Hotel Sheraton, Tegelbacken 6, Stockholm (1969-1971)
- Drottningen 5, ombyggnad (1971)
- Kvarteret Björnen (1978-1982)